# Арло Паркс
Анаіс Олуватоїн Естель Маріньо), відома як Арло Паркс (англ. Arlo Parks; нар. 9 серпня 2000) — британська співачка, авторка пісень і поетеса. Її дебютний студійний альбом Collapsed in Sunbeams випущений у 2021 році, отримав схвалення критиків і посів третє місце в британському чарті альбомів. Це принесло їй номінації на «Альбом року», «Найкращий новий виконавець» і «Краща британська сольна виконавиця» на Brit Awards 2021. Виконавиця отримала премію Mercury Prize 2021 року за найкращий альбом.

## Біографія
Анаіс Олуватоїн Естель Маріньо народилася і виросла в Гаммерсміті, Західний Лондон. Вона наполовину нігерійка, на чверть чадка і на чверть француженка. Її мати народилася в Парижі. Маріньо навчилася говорити французькою до того, як вивчила англійську.

## Музична кар'єра

### 2018—2019: Super Sad Generation and Sophie
Паркс вибрала сценічний псевдонім, натхненний Кінгом Круле та Френком Оушеном. У 2018 році вона почала завантажувати демо на BBC Music Introducing. Це привернуло увагу радіоведучих у Великій Британії, які передали їх Алі Реймонду з Beatnik Creative, який незабаром став менеджером Паркс. Вона дебютувала сольно, випустивши пісню «Cola» на Beatnik Records у листопаді 2018 року й оголосила про вихід свого дебютного EP Super Sad Generation. Музикантка сказала Line of Best Fit, що пісня є «нагадуванням про те, що зрада неминуча, коли справа доходить до красивих людей, які думають, що квіти все виправлять». Олівія Свош написала, що вокал у пісні «процвітає завдяки творчому фону [Паркс], а її делікатний тон займає центральне місце на тлі м'яких гітар і тихого потріскування вінілу».
Після релізу «Cola», Паркс підписала контракт з Transgressive Records. Вона випустила заголовну композицію майбутнього EP Super Sad Generation, у січні 2019 року. Робін Мюррей сказав Clash, що пісня зображує «прозорий, тонкий творчий контроль, що також використовує гру слів, яка говорить про те, що емоції юності виходять з-під контролю». Її третій сингл «Romantic Garbage» вийшов у березні 2019 року. Випуск повного EP із чотирьох треків Super Sad Generation відбувся на початку квітня 2019 року. EP був записаний в її будинку в південно-західному Лондоні та на орендованому просторі Airbnb в лондонському районі Ейнджел.
Паркс вперше виступила на The Great Escape у Брайтоні в травні 2019 року, а згодом мала виступ на сцені BBC Music Introducing на фестивалі Гластонбері наприкінці червня 2019 року, а також на фестивалі Latitude у липні 2019 року. У вересні 2019 року вона розпочала перший тур, підтримуючи Джордана Ракея під час його туру у Великій Британії. Протягом другої половини 2019 року Паркс випустила пісні «George», «Second Guessing», «Sophie» і «Angel's Song», які передували її другому EP Sophie. Шон Кервік сказав DIY, що EP із п'ятьма треками про «проникне зависання розбитого серця та смертність; ця тема, здається, хвилює багатьох музикантів покоління Z».

### 2020–дотепер: Collapsed in Sunbeams
Паркс розпочала перший тур Європою у лютому та березні 2020 року, але не змогла завершити його через пандемію COVID-19. У травні 2020 року випустила сингли «Eugene» та «Black Dog», які були добре прийняті під час карантину COVID-19, останній з яких став мелодією тижня BBC Radio 1. Паркс з'явилася на обкладинці NME наприкінці липня 2020 року. У серпні 2020 року вона виграла премію AIM Independent Music Award за One to Watch. Паркс і Мозес Бойд з'явилися на обкладинці  спеціального випуску видання Music Week після церемонії нагородження AIM Awards. Дебютний альбом Арло Паркс Collapsed in Sunbeams вийшов 29 січня 2021 року.
12 лютого 2021 року співачка виступила на шоу Грема Нортона, співаючи «Caroline». 19 лютого 2021 року була головною гостею Джулса Голланда у його програмі BBC Later….
11 травня отримала нагороду Breakthrough Artist Award на Brit Awards 2021.
9 вересня альбом Collapsed in Sunbeams отримав премію Hyundai Mercury Prize як альбом року. Вручаючи нагороду, суддя Енні МакМанус сказала: «Ми обрали артистку з неповторним голосом, яка використовує тексти надзвичайної краси… і глибоко пов'язується зі своїм поколінням».

## Особисте життя
Паркс бісексуалка. Живе у Лондоні. Здобула освіту у старшій школі Latymer у Гаммерсміті та закінчила коледж Ешборн.
У автобіографічному тексті у своєму профілі на Spotify Паркс стверджувала, що більшу частину середньої школи вона провела, «відчуваючи себе тією чорношкірою дитиною, яка не вміє танцювати, слухає забагато емо-музики та закохана у якусь дівчину в її класі іспанської».
Паркс називає Сильвію Плат і Джоні Мітчелл серед тих, хто вплинув на неї.

## Дискографія

### Студійні альбоми
Collapsed in Sunbeams (2021)

### Мініальбоми
Super Sad Generation (2019)
Sophie (2019)